# Xhendremael
Xhendremael [(h)ɑ̃dʀəmal] (en wallon Xhindmåle, prononcé Hên'mâl, anciennement Xhendermael ou Skendermael) est un village situé au nord-ouest de la ville de Liège. Administrativement, il fait partie de la commune d'Ans dans la province de Liège (Région wallonne de Belgique). C'était une commune à part entière avant sa fusion avec Alleur le 17 juillet 1970.

## Démographie
- Sources:INS, Rem:1831 jusqu'en 1970=recensements, 1976= nombre d'habitants au 31 décembre

## Histoire
Liste des bourgmestres de 1830 à 1970

## Patrimoine et culture

### Patrimoine architectural

#### Chapelle Saint-Roch

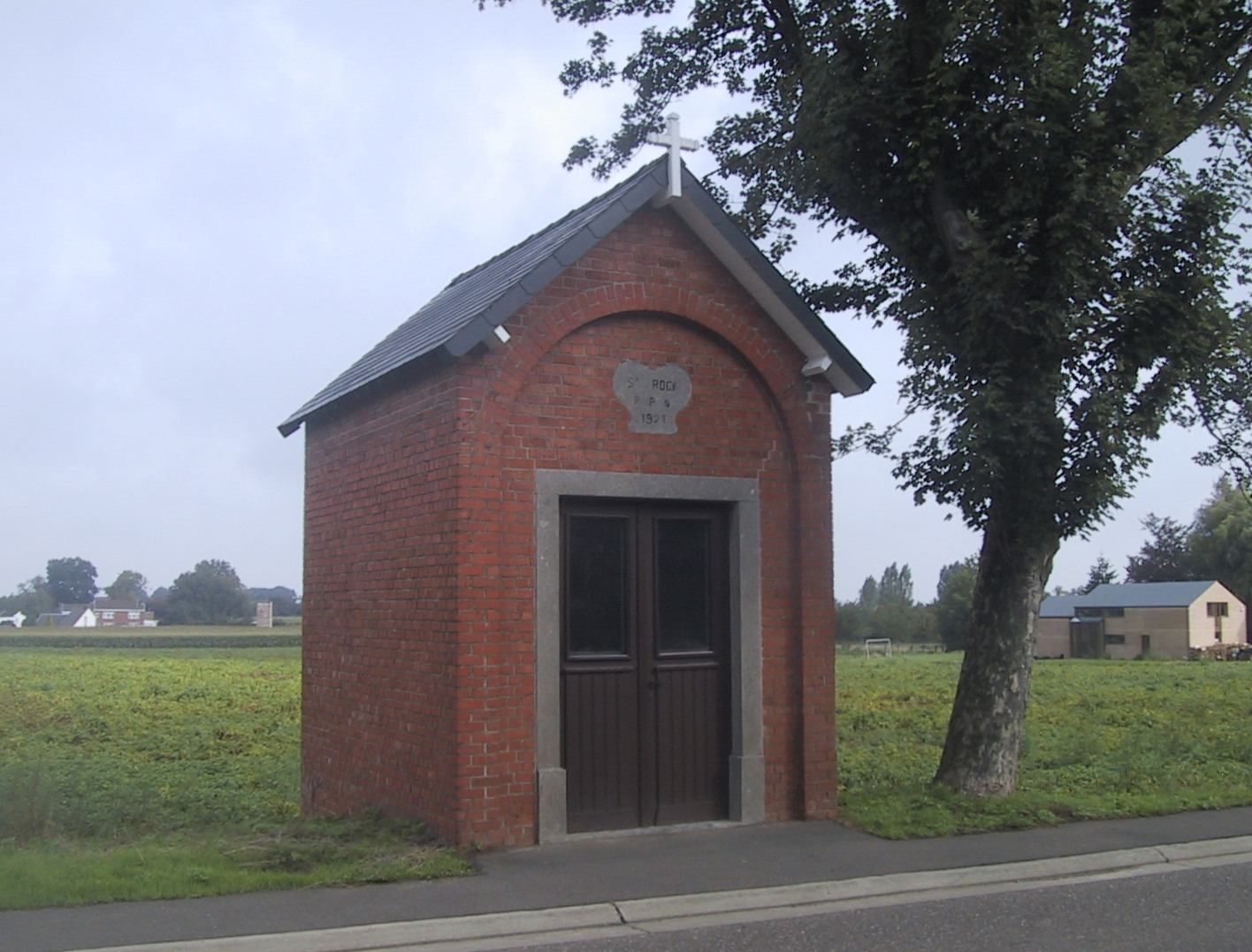
Chapelle Saint Roch.

La chapelle Saint Roch, sur la route de Juprelle (50° 41′ 54″ N, 5° 29′ 03″ E) fut construite en 1921, lors d'une épidémie de peste porcine.

#### Tumulus de Xhendremael

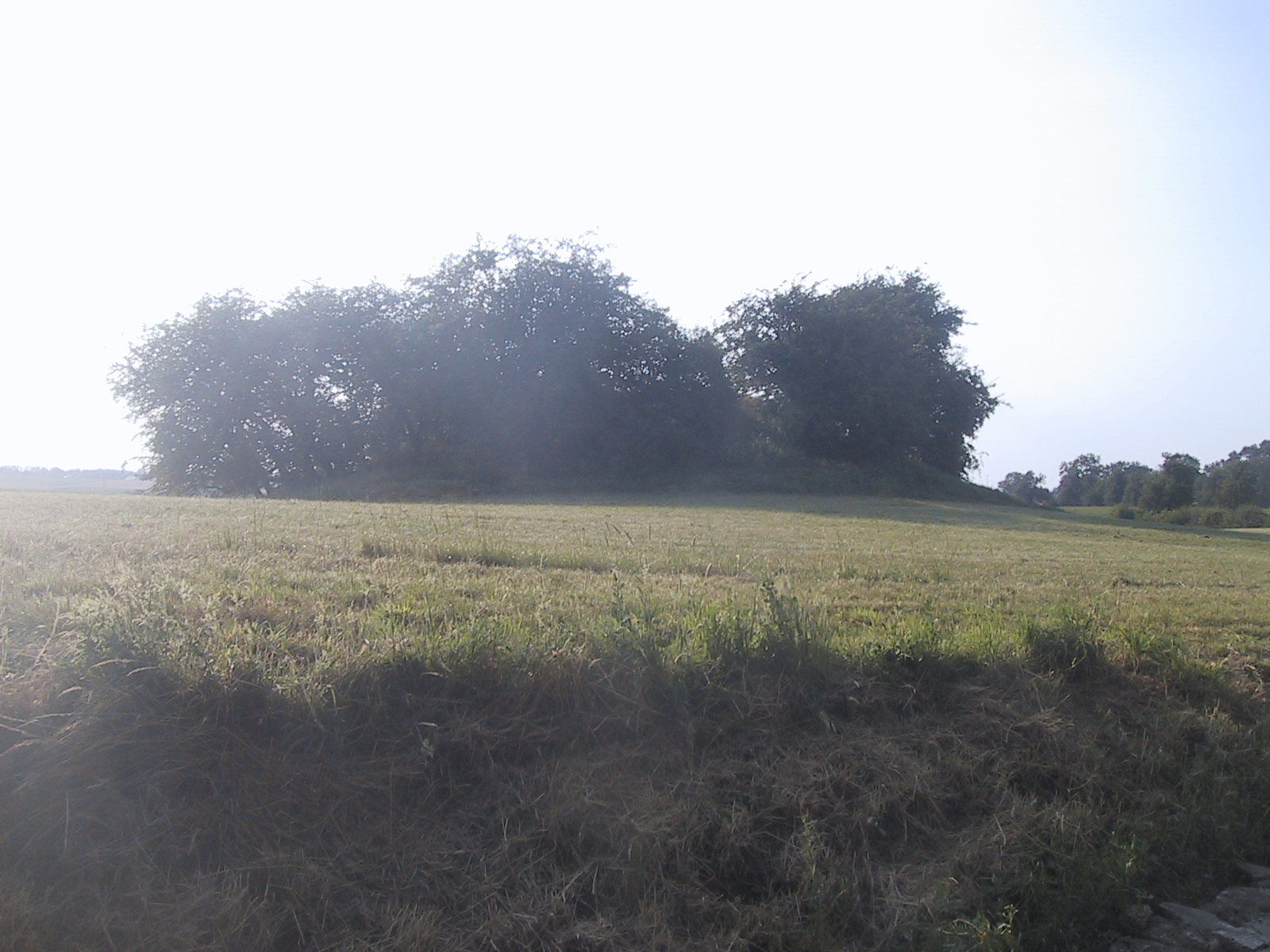
Tumulus de Xhendremael.

Le tumulus gallo-romain situé rue du Tasson (50° 41′ 50,29″ N, 5° 28′ 40,39″ E) a sans doute servi de sépulture aux habitants de la villa romaine toute proche.
En 1933, on a mis au jour des restes (tuiles et briques) d’une villa romaine dans la campagne d'El Djémène (sur Awans, entre Waroux et Xhendremael). Voir l'article sur Awans pour plus de détails.

#### Les croix de Xhendremael
Il y a deux croix à Xhendremael :

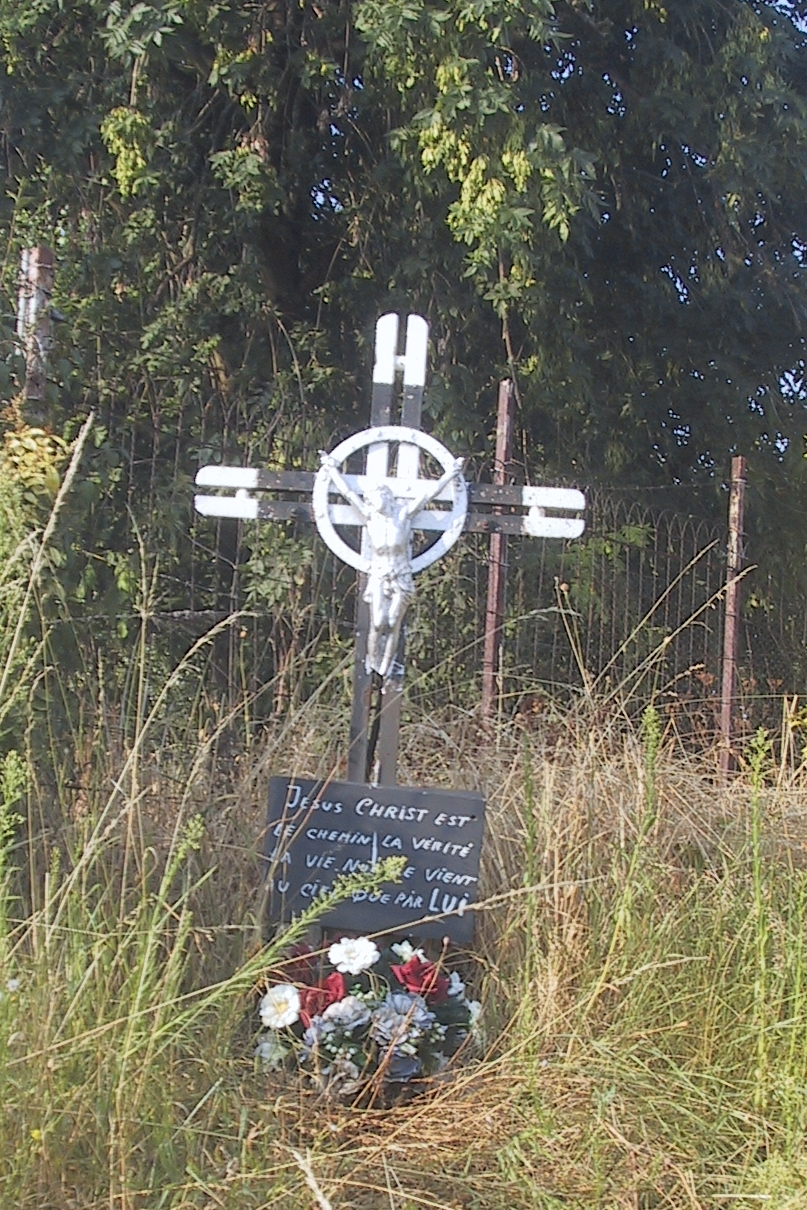
Croix des Macrâles.

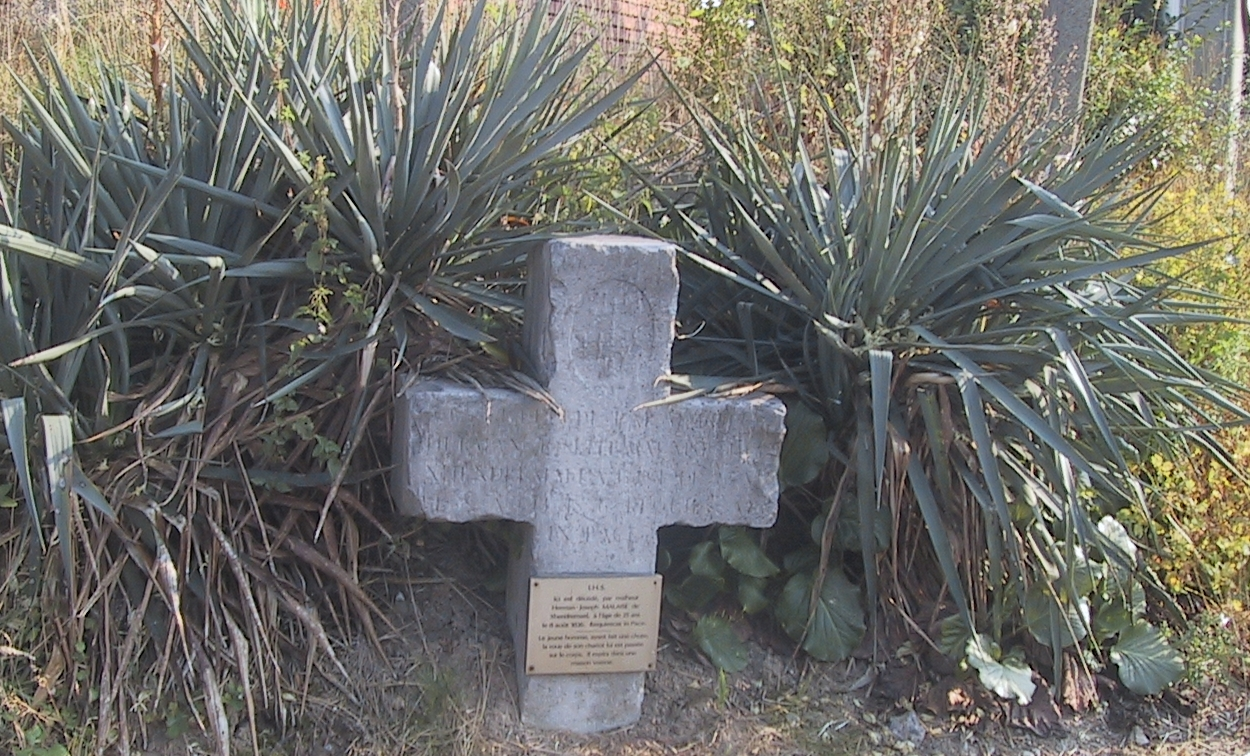
Croix d'occis.

- la croix d'occis située à l'intersection des rues de Juprelle et du Bourdon (50° 42′ 02″ N, 5° 29′ 38″ E), à l'endroit où eut lieu un décès spectaculaire. On peut y lire « Ici est décédé, par malheur Herman-Joseph MALAISE de Xhendremael, à l'âge de 25 ans le 8 août 1836. Requiescat in Pace. Le jeune homme, ayant fait une chute, la roue de son chariot lui est passée sur le corps. Il expira dans une maison voisine. » ;

* la croix des macrâles au coin de la rue Tasson et de la rue de Hognoul où se donnaient rendez-vous les sorciers et sorcières pour mener leur sabbat[réf. nécessaire].

### Culture
Chaque année, la commune organise une fête le dernier dimanche du mois d'Août, dans le cœur du village (brocante, animations, restaurations, etc.).
Fin mars 2006, le groupe belge Été 67 réalise leur tournage du clip de la chanson Dis Moi Encore dans les chemins de remembrements de Xhendremael.